# Norovírus murino
O norovírus murino (MNV) é um agente viral de ratos de laboratório e roedores selvagens e está intimamente relacionado ao norovírus humano, um patógeno contagioso conhecido por causar gastroenterite. A cepa protótipo do MNV (MNV-1) foi isolada e caracterizada em 2003 como patógeno esporádico e letal em certas linhagens de camundongos com inativação de gene imunocomprometidos.
O norovírus murino é comumente encontrado em colônias de ratos de pesquisa na América do Norte e na Europa.